# 在韓ベトナム人
在韓ベトナム人（韓: 재한 베트남인、越: Người Việt tại Triều Tiên））は、韓国に在留しているベトナム人の事である。ベトナムは韓国で2番目に多い外国人となっている。
歴史背景としては12世紀までさかのぼり 、朝鮮半島の南北分裂や朝鮮戦争を経て、キン族は南北両国と様々な接点をもち、特に韓国ではベトナム人は朝鮮族を含めた中国系移民に次ぐ外国人のグループとなっている 。

## 概要
ベトナム系朝鮮人に関する最古の記録は、ベトナムの李朝が滅亡時に逃れてきた遺民である。
現代の在韓ベトナム人の多くは外国人労働者と結婚移民であり、ベトナム人労働者は韓国社会を支えている。韓国人とベトナム人の国際結婚は2020年で1万5300件、過去5年でもっとも多い国際結婚の相手がベトナム人であった。
1993年の国交樹立の時に210人のベトナム人労働者を受け入れ、その後も2004年まで毎年5000人規模のベトナム人労働者を受け入れた。2004年に外国人研修制度から外国人雇用許可制度に移行、10万人を超えるベトナム人労働者が同制度のもと、韓国で働いている。